# ميغيل مونتيرو (مغني)
ميغيل مونتيرو (بالإسبانية: Miguel Montero)‏ هو مغني أرجنتيني، ولد في 9 يوليو 1922 في سان ميغيل دي توكومان في الأرجنتين، وتوفي في 29 أغسطس 1975 بسبب نوبة قلبية.

## وصلات خارجية
- ميغيل مونتيرو على موقع ميوزك برينز (الإنجليزية)
- ميغيل مونتيرو على موقع ديسكوغز (الإنجليزية)